# George Hadley
George Hadley (Londres, 12 de fevereiro de 1685 — Flitton, 28 de junho de 1768) foi um advogado e meteorologista que se notabilizou ao propor em 1735 o mecanismo atmosférico que explica a existência dos ventos alísios, designado posteriormente por circulação de Hadley. Intrigado com o facto de os ventos alísios que em função da distribuição da pressão atmosférica deveriam soprar para o norte terem um forte fluxo de oeste, desenvolveu um mecanismo explicativo assente na circulação geral da atmosfera na região em torno dos trópicos que explica a formação daqueles ventos, cujo conhecimento era naquela época de fundamental importância para a escolha das rotas dos veleiros que cruzavam o Atlântico.

## Biografia
George Hadley nasceu em Londres, filho de George Hadley (ao tempo a exercer as funções de High Sheriff of Hertfordshire, um importante cargo de nomeação régia) e de sua esposa Katherine FitzJames. Nascido numa família com recursos e influência, foi eclipsado nos seus primeiros anos pelo seu irmão mais velho John Hadley (1682–1744), o matemático e inventor do oitante (um precursor do sextante). Com John e o seu outro irmão Henry, George construiu telescópios newtonianos eficazes.
George Hadley foi admitido no Pembroke College, Oxford, em 30 de maio de 1700, e em 13 de agosto de 1701 tornou-se membro do Lincoln's Inn, onde seu pai lhe comprou uma banca de advocacia (uma barristers' chamber) para que pudesse estabelecer-se como advogado. Foi admitido como advogado (recebeu a sua call to the bar) a 1 de julho de 1709, mas permaneceu mais interessado em estudos mecânicos e físicos do que no trabalho jurídico.
Paralelamente à sua profissão de advogado, dedicou-se à meteorologia. Durante 7 anos, sucedendo a William Derham, foi responsável pela interpretação dos diários meteorológicos enviados à Royal Society por observadores de todo o mundo, principalmente na Grã-Bretanha e na Escandinávia. Com recursos a essas observações, tentou correlacionar os dados nas diferentes escalas de temperatura e pressão então em uso e tentou deduzir os padrões gerais que surgiam ao longo do ano. Ele publicou por duas vezes um relato dos resultados no Philosophical Transactions of the Royal Society.
Em resultado desses trabalhos no campo da meteorologia, Hadley foi eleito Fellow of the Royal Society em 20 de fevereiro de 1735, e em 22 de maio daquele ano publicou um pequeno artigo na revista Philosophical Transactions (vol. 39, 1735, pp. 58–62) propondo uma explicação para a génese e variação sazonal dos ventos alísios. A sua teoria permaneceu relativamente desconhecida e foi proposta independentemente por vários investigadores nas décadas seguintes. Entre os proponentes posteriores conta-se John Dalton, que mais tarde tomou conhecimento da prioridade de Hadley. Durante a segunda metade do século XIX, a teoria tornou-se gradualmente conhecida como o princípio de Hadley ou a circulação de Hadley.
Em 1686, Edmond Halley havia proposto uma teoria que tentava explicar os ventos alísios, a qual permaneceu a mais conhecida e com maior aceitação quase até o início do século XIX. A versão de George Hadley reconhece que a rotação da Terra desempenha um papel na direção tomada por uma massa de ar em movimento em relação à Terra, elemento que faltava na proposta de Halley. Mais tarde, na segunda metade do século XIX, a própria teoria de Hadley mostrou-se deficiente, assentava na suposição de que quando a massa de ar viaja de uma latitude para outra, o seu momento linear é conservado. No entanto, como a massa de ar está o tempo todo em estado de circunavegação do eixo da Terra, na verdade é o momento angular que se conserva, causando um efeito conhecido como efeito de Coriolis. Ao usar a conservação correta do momento angular nos cálculos, o efeito previsto é duas vezes maior do que aquele que se obtém aplicando, erroneamente, a conservação do momento linear.
Hadley nunca casou e na fase final da sua vida deixou Londres e fixou-se durante algum tempo em East Barnet, onde coabitava com um sobrinho, provavelmente o filho do seu irmão John Hadley, John. A maior parte de seus últimos anos foi passada em Flitton, Bedfordshire, onde outro sobrinho, Hadley Cox (falecido em 1782), filho de sua irmã Elizabeth, era vigário da Igreja Anglicana local. Hadley faleceu em Flitton em 28 de junho de 1768, com 83 anos de idade, e foi enterrado na capela-mor da igreja de Flitton.
Outro dos seus sobrinhos, um filho de seu irmão Henry, foi o químico John Hadley, também membro da Royal Society.
O Met Office Hadley Centre foi assim designado em sua homenagem. Uma cratera marciana recebeu nome de cratera Hadley.

## Links
- Short biography